# Daniel Bomberg

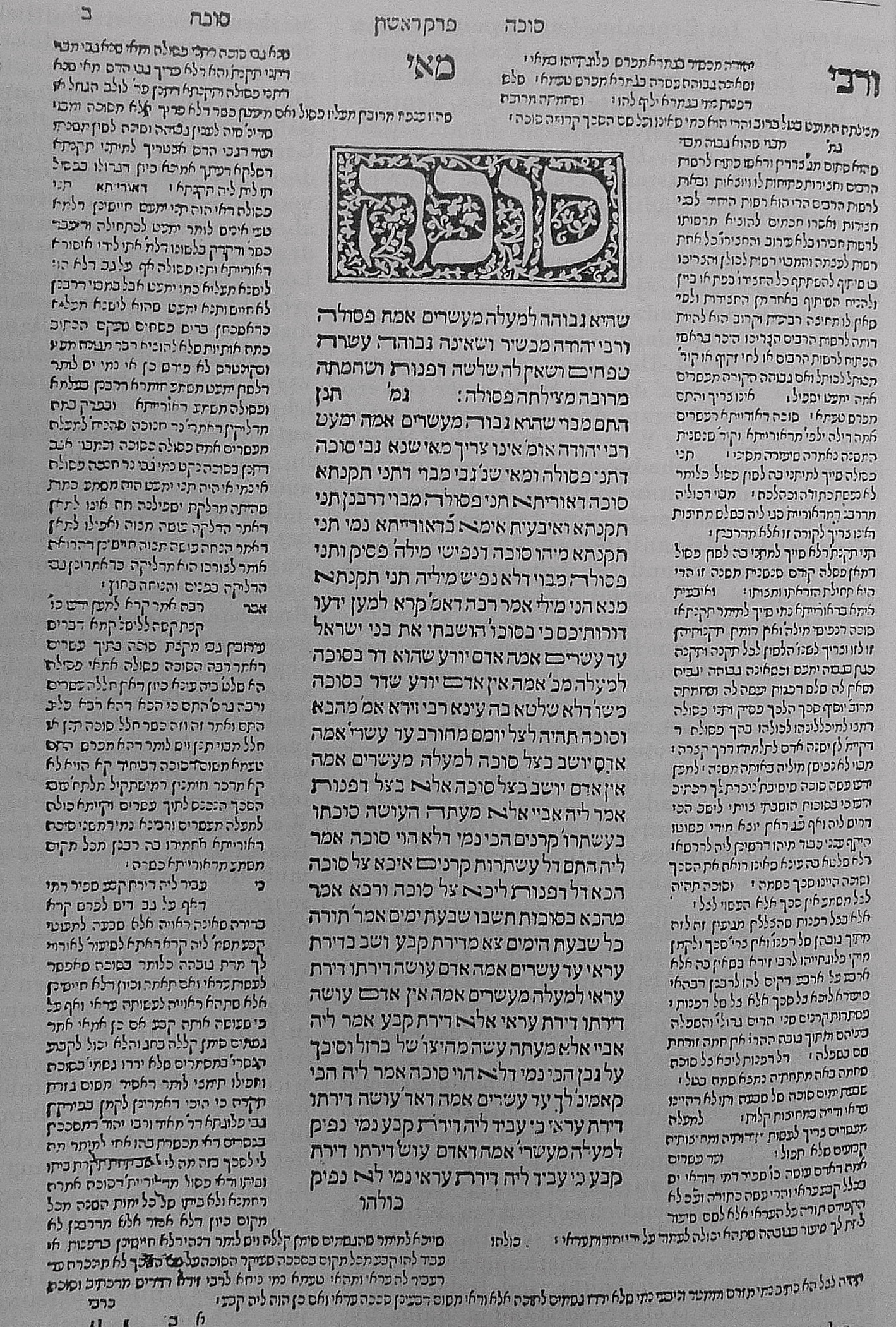
Pagina uit de tweede druk van de Talmud, gedrukt in Venetië door Daniël Bomberg

Daniel Bomberg, geboren als Daniel van Bomberghen, (Antwerpen, na 1483 - aldaar, 21 december 1553) was een drukker en uitgever van boeken in de Hebreeuwse taal. Bomberg, die katholiek was, was afkomstig van Antwerpen maar was voornamelijk actief in Venetië tussen 1516 en 1549. Hij wordt door Karel van Mander genoemd in zijn Schilder-boeck bij kunstenaar Jan van Scorel die in Venetië werkzaam was.

## Leven en werken
Van Bomberghen behoorde tot een rijke handelaarsfamilie, afkomstig uit Haarlem die zich was komen vestigen in Antwerpen. Zij dreven handel in textiel en waren gespecialiseerd in handel op Italië. Het was zijn vader Cornelis die wel iets zag in de boekdrukkunst en die het eerste Antwerpse brevarium liet drukken in Venetië in 1496. Van Bomberghen studeerde te Leuven en ging in 1516 naar Venetië waar hij de naam Daniel Bomberg aannam. Hij leerde er het Hebreeuws bij Felix Pratensis, een katholieke Jood.
Bomberg drukte en verspreidde samen met Pratensis in 1516/17 de editio princeps van de Mikraot Gedolot, de Rabbijnenbijbel, die bestond uit Hebreeuwse teksten voorzien van Rabbijnse commentaren. In 1524/25 en 1547/48 werden deze aangevuld met de Masora en de Targoemim. Tussen 1520 en 1523 verspreidde hij met de goedkeuring van paus Leo X de oudste volledige gedrukte set van de Talmoed die uit twaalf boekdelen bestond. Er bevindt zich nog een goedbewaard exemplaar hiervan in een privécollectie in Groot-Brittannië.
Bombergs publiek bestond voornamelijk uit Italiaanse joden, waarvan het aantal door verhuizingen uit Spanje en Portugal bleef toenemen. Bomberg drukte circa 230 Hebreeuwse boeken en er waren 100 correctoren verbonden aan zijn uitgeverij. Zijn vernieuwingen qua vorm en qua lettertype in de Hebreeuwse typografie en vooral deze met betrekking tot de Talmoed werden de standaard voor latere drukkers.
Bomberg sprak Hebreeuws en genoot een hoog aanzien bij de joden. Zijn werken werden dan ook verspreid over Noord-Afrika, het Midden-Oosten tot in Indië toe.
In 1549 keerde hij terug naar Antwerpen waar hij vier jaar later stierf. Na de dood van Bomberg verwierf Christoffel Plantijn de lettercollectie van Bomberg via een verbond dat hij sloot met de nabestaanden. In 1567 kocht Plantijn de lettercollectie definitief aan. Deze bevindt zich momenteel in het Plantin-Moretusmuseum.